# Jardin botanique national de Kirstenbosch
Le jardin botanique de Kirstenbosch est situé dans la partie la plus aisée de la banlieue de la ville du Cap en Afrique du Sud. Ce jardin botanique est l'un des plus renommés au monde grâce à ses collections et à sa situation exceptionnelle.

## Présentation

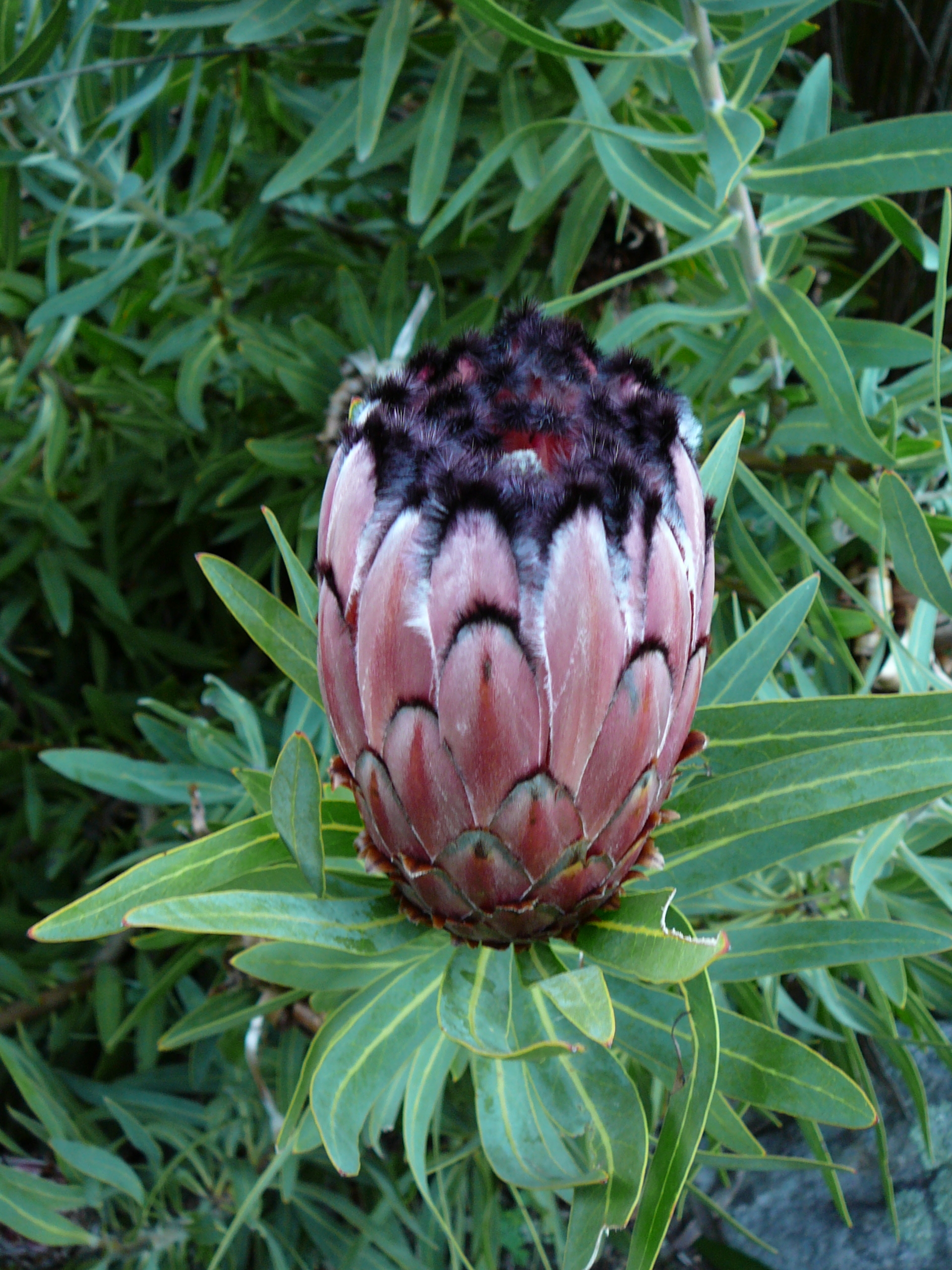
Protea neriifolia.

Ce jardin est situé sur le flanc oriental de la montagne de la Table (Table Mountain).
Fondé en 1913, il occupe actuellement une superficie de 528 hectares : 
- 36 ha, sur la partie la moins pentue de la zone, sont spécialement aménagés en jardin botanique.
- 16 ha sont consacrés aux bâtiments administratifs, serres ou installations utilitaires diverses (restaurant, librairie, salles de réunions, etc.).
- 478 ha situés sur les contreforts de la montagne, sont couverts par la forêt et la végétation naturelle du fynbos.

Le terme de fynbos désigne une forme de végétation régionale, composée de plantes buissonnantes adaptées aux sols pauvres et aux incendies périodiques, en particulier des proteacées, éricacées et restionacées.
De décembre à mars, des concerts en plein air, principalement de musique classique et jazz, y sont organisés.

## Historique

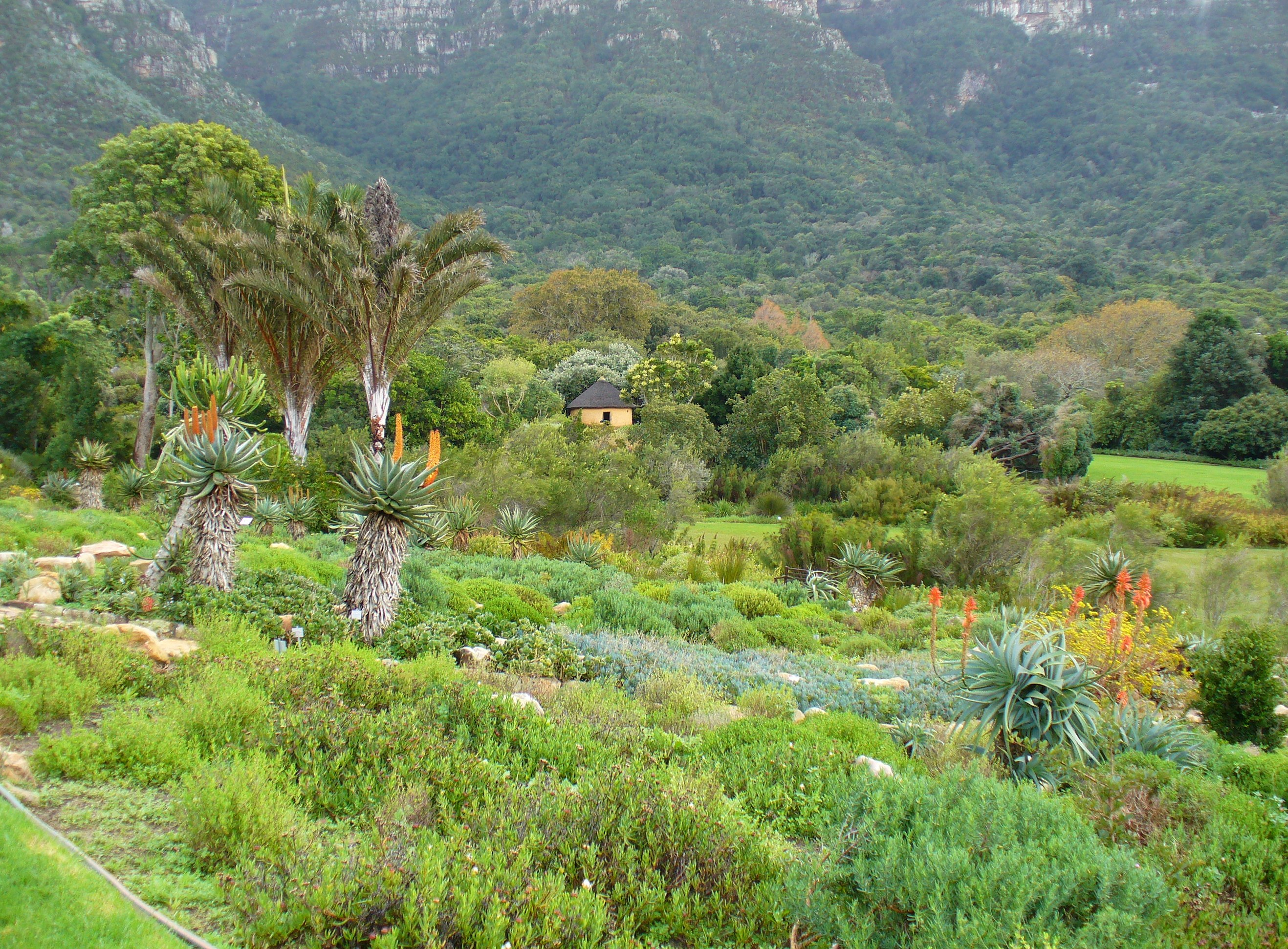
Aspect du jardin de Kirstenbosch.

L'origine du nom Kirstenbosch est incertaine ; un certain nombre de familles portant le nom de Kirsten ont vécu à proximité et il est possible que le nom du jardin en soit issu, Kirstenbosch signifiant « la forêt de Kirsten ».
L'implantation de travailleurs et de leurs familles dès 1811 entraîne la création de deux grandes concessions de terre. Le Colonel Bird construit une maison au pied de la Window Gorge (gorge de la Fenêtre) et plante des châtaigniers, Henry Alexandre construit une maison sur l'emplacement du vieux salon de thé[pas clair]. La famille d'Ecksteen acquiert des propriétés en 1823 et, plus tard, les terres sont transmises à la famille de Cloete. Ils cultivent le secteur et plantent des chênes, des arbres fruitiers et des vignes. En 1895, Cecil Rhodes achète la propriété de la famille Cloete et nomme un gardien. Ces terres sont utilisées pour l'élevage de porcs, qui se nourrissent de glands. L'avenue de Rhodes, également connue sous le nom d'Allée des Camphriers, est plantée en 1898. Rhodes meurt en 1902 en léguant Kirstenbosch à l'État en tant qu'élément de son grand domaine de Groote Schuur.
Ce n'est qu'après la mort de Cecil Rhodes que le jardin naît vraiment. Le Professeur Henry Harold Welch Pearson (en) vient en Afrique du Sud en 1903 pour occuper la chaire de botanique nouvellement établie à l'Université du Cap. En février 1911, Pearson, sur la suggestion de son ami Neville Pillans, visite Kirstenbosch pour évaluer son intérêt comme jardin botanique. Le 1er juillet 1913, le domaine sauvage et envahi de Kirstenbosch a été réservé par le gouvernement avec un financement de 1 000 £ par an. Pearson était l'homme idéal pour en devenir directeur mais il n'y avait pas assez d'argent pour lui servir un salaire. Il accepte malgré tout cette tâche. L'argent étant le plus gros problème à cette date, le financement du gouvernement est complété par la vente du bois de chauffage et des glands. Au début de son travail, Pearson est confronté aux ruines de la ferme de Cloete, à des milliers de porcs, à des herbes dans les vergers… Il est face à un jardin complètement délabré. Il commence par ce qui est connu aujourd’hui comme The Dell en plantant des cycas. En 1916, le professeur Pearson meurt d’une pneumonie à 46 ans. Ce fut un coup grave pour le jardin. Enterré dans le jardin, son épitaphe est « si vous recherchez son monument, regardez autour de vous » (« If ye seek his monument, look around »), en référence au véritable monument de Pearson qui est, en fait, le jardin.

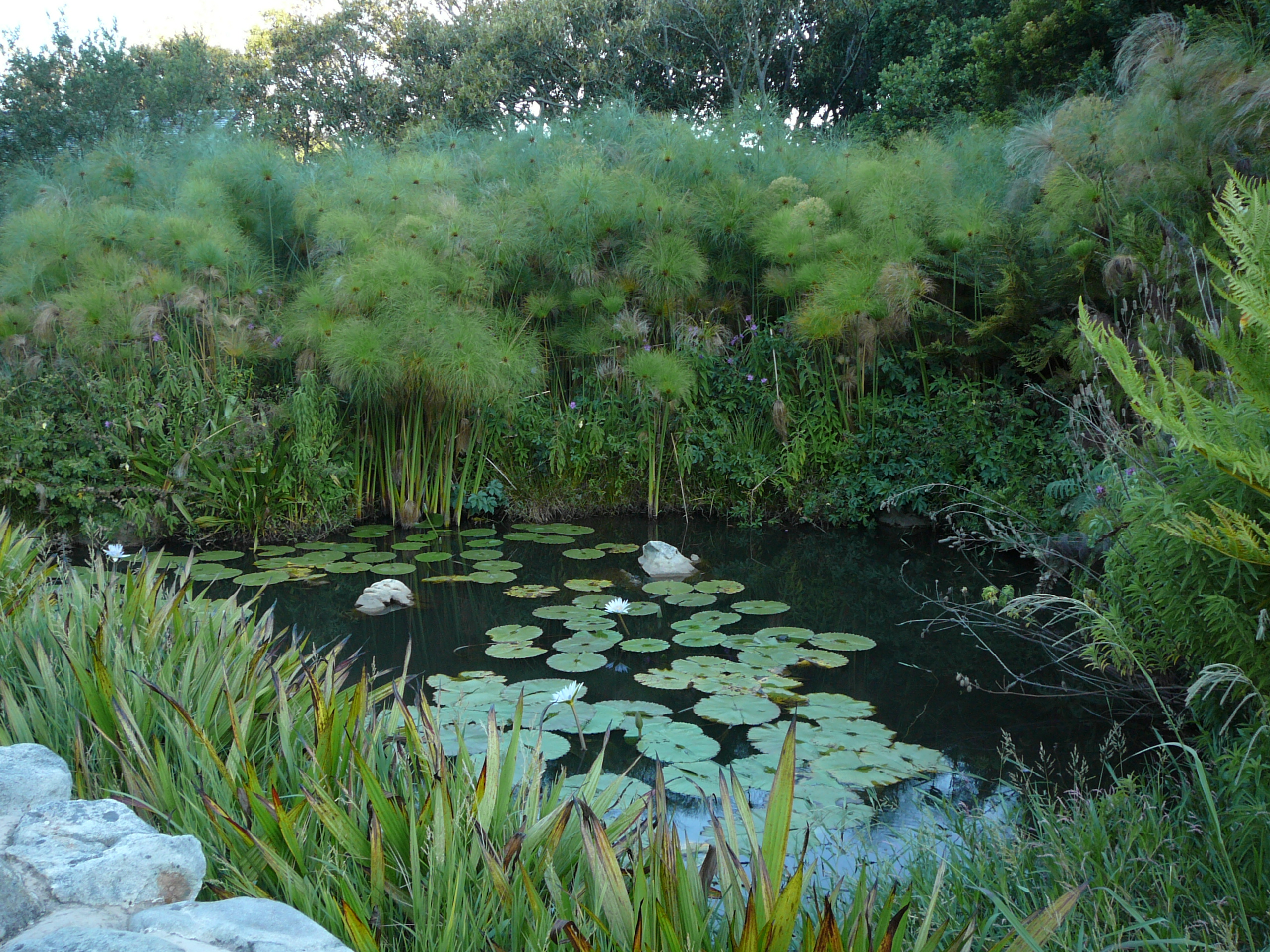
Papyrus et nénuphars.

Les premiers développements sont l’Amphithéâtre de cycas, le Dell au-dessous du bassin et une grande aire de pelouse. Beaucoup de roches et de terre sont transportées pour créer un parterre d'aloès que Pearson avait désiré voir et qui devait être l'attrait le plus exceptionnel du jardin. Les aloès ont succombé à la rouille et à d'autres maladies.
Pour offrir une disposition originale et à cause d’une topographie parfois difficile, beaucoup de travaux de construction sont nécessaires. L'utilisation de la pierre locale de la montagne de la Table a été prédominante. Les rocailles, le pavage du sol ou encore les nombreux chemins en gravier illustrent le talent des personnes qui ont contribué au développement et à l'histoire de Kirstenbosch. Durant les cinquante premières années, le plus gros du travail est fait manuellement, les chariots et les mules étant le principal « matériel » dont disposent les ouvriers.
Depuis 1970, le secteur du jardin développé par l’homme a graduellement augmenté jusqu'à atteindre approximativement 40 hectares. Les pelouses et les bordures ont remplacé les chemins pour permettre un entretien plus facile.
La mission et les objectifs du jardin ont évolué au fil du temps :
- 1915 - Centre du Pr. Pearson pour la recherche, l’éducation et la conservation de la végétation.
- 1938 - Les objectifs du jardin étaient l'affichage, les études économiques et scientifiques, la recherche et la conservation.
- 1955 - Les objectifs principaux étaient scientifiques et éducatifs : impliquer la collection, études, affichage et conservation[pas clair].
- 1996 - Contribuer de manière significative à une meilleure qualité de vie pour tous les Africains du Sud, dans un environnement influencé par l’homme, en favorisant la conservation et l'utilisation durable de notre flore indigène.
- 1998 - Favoriser l'utilisation, la conservation, l'appréciation et le plaisir soutenables de la flore particulièrement riche de l'Afrique du Sud, pour le bénéfice de tout le monde.

## Collections
Le Jardin botanique de Kirstenbosch compte presque uniquement des plantes d’Afrique australe. Il se divise en deux principales zones : la zone cultivée qui comprend les différentes collections de plantes, et la zone naturelle, qui s’étale en partie sur les flancs de la montagne de la Table et se compose de forêts, vestige des anciennes forêts du Cap.
La partie cultivée regroupe quelque 8 500 espèces de plantes qui ont pu s’adapter au climat local et à la nature du sol ; la zone naturelle compte environ 900 espèces. La flore de la région du Cap est représentée en priorité. Elle est exceptionnellement riche. Occupant 4 % de la superficie de l’État, elle compte 8 500 espèces, soit 42,5 % du total des espèces du pays. On trouve aussi dans le jardin divers vieux arbres d’origine européenne ou exotique (chênes, camphriers, etc.) plantés par les anciens propriétaires de la zone. Le sol du parc a été formé par la décomposition des éboulements de roches granitiques ou de grès schisteux provenant de la montagne de la Table. Il est assez acide.

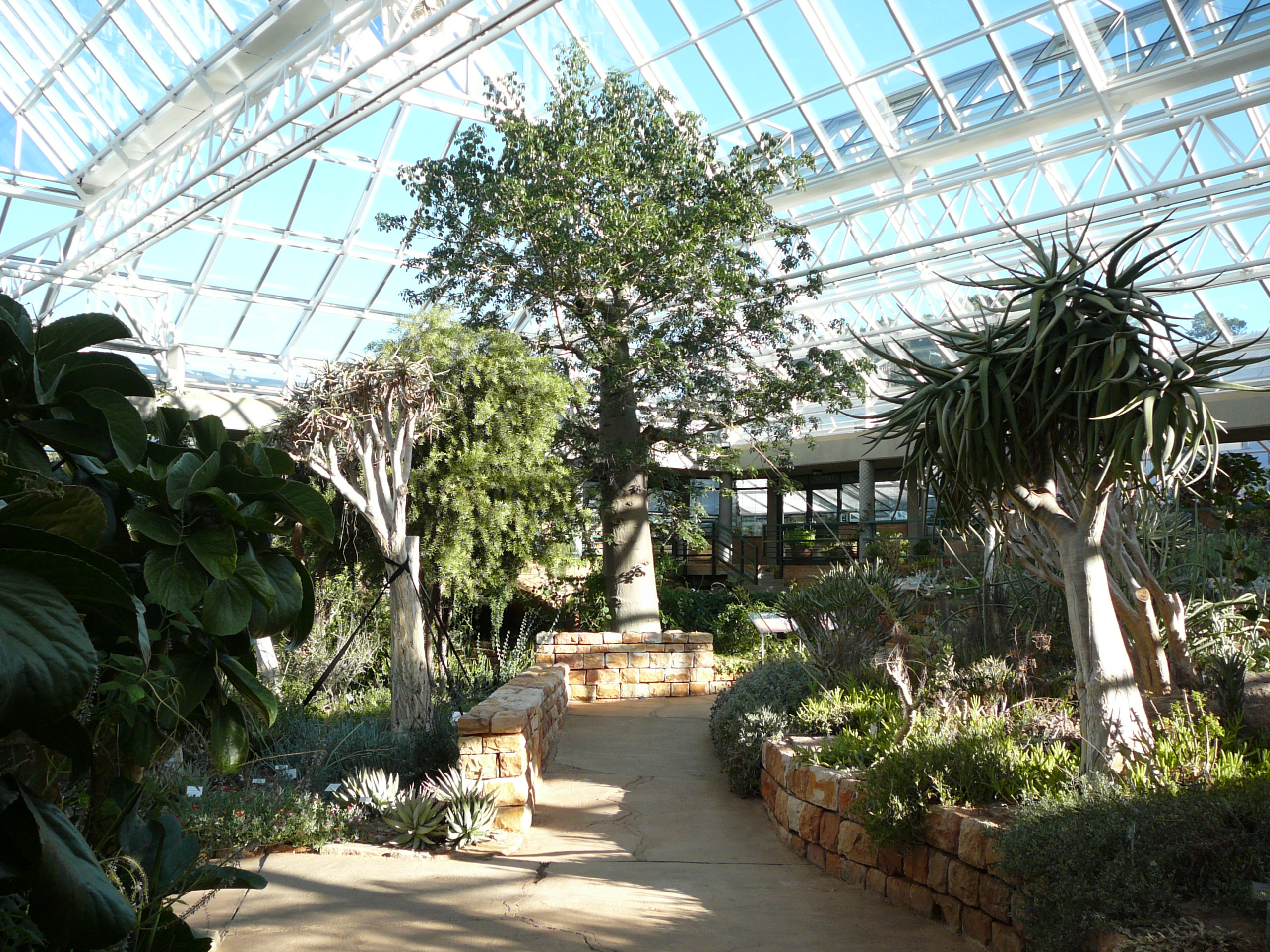
Le conservatoire, avec au centre le baobab et à droite des aloe dichotoma.

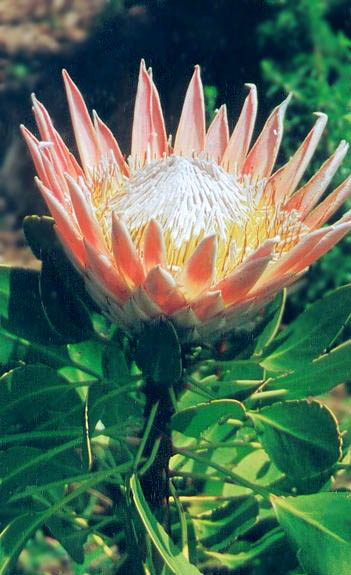
Une Protée royale, la fleur nationale d'Afrique du Sud.

La zone cultivée se compose de plusieurs parties :
- Le conservatoire est en fait une serre qui contient les plantes ne pouvant être cultivées à l’extérieur, principalement à cause du climat. Ces plantes viennent de différentes zones d’Afrique australe depuis les pics enneigés du Drakensberg jusqu’au brûlant désert du Namib. Il se divise en plusieurs parties :

- la partie centrale de la serre est réservée aux plantes des zones désertiques et arides (Karoo, Namaqualand ou Namib) et compte toutes sortes de plantes xérophytes : aloès, euphorbes, pachypedium, crassula et autres succulentes. Au centre de cette partie siège un baobab ;

- les plantes-cailloux. Cette partie est réservée, comme son nom l’indique, aux lithops et plantes apparentées, ainsi qu’à quelques autres plantes succulentes ;

- Eastern Cape compte de nombreuses euphorbes et aloès de cette région au climat changeant.

- Alpines. Dans cette partie spécialement climatisée pour atteindre des températures comprises entre 10 et 18 °C, on rencontre toutes sortes de plantes venant de différentes zones de haute altitude comme le Drakensberg ou le Lesotho. Elle comprend notamment des pelargonium, des gasteria, des crassula et d'autres plantes alpines résistant à la rigueur du climat ;

- Bulbes. La région floristique du Cap est la plus riche au monde en plantes à bulbe. On y retrouve des plantes étranges comme l’eucomis ou rarissimes comme les orchidées du genre Disa. D’autres sont beaucoup plus communes comme les glaïeuls, les amaryllis ou les freesias ;

- Fougères. Bien que l’Afrique australe possède peu de forêts, elle est riche en fougères, poussant dans les zones les plus humides de cette zone et principalement dans les forêts tempérées de l’Afrique du Sud. On y trouve également quelques autres plantes des régions humides comme des fuchsias ;

- Le Gondwana garden. Cette partie très particulière est réservée aux plantes qualifiées de fossiles vivants. En effet la plupart de ces plantes sont apparues il y a près de 200 millions d’années. C’est le cas des cycas, des fougères arborescentes, des ginkgo ou encore des prêles. On trouve également les fossiles de ces plantes exposés dans cette partie ;

- Le Peninsula Garden (Le Jardin de la péninsule). Cette partie présente la majorité des 2 500 plantes de la Péninsule du Cap ;

- Le Water-wise Garden (littéralement le jardin judicieusement géré en eau) montre que l’on peut créer un jardin en utilisant beaucoup moins d’eau que dans un jardin conventionnel avec un sol plus approprié ou une utilisation de l’ombre pour limiter l’évaporation ;

- Le Fragrance Garden (Jardin des senteurs). Cette partie est destinée aux plantes ayant des senteurs et des textures particulières. On trouve toutes sortes de plantes depuis les pelargonium aux feuilles parfumées jusqu’au gardénia au parfum capiteux ;

- Le Medicinal Garden. Ce jardin médicinal compte de nombreuses plantes dont les vertus curatives sont utilisées depuis toujours par les nombreux groupes culturels de l’Afrique australe.

- The Dell est la partie la plus ancienne du jardin, avec pour épicentre le Bain du Colonel Bird (Colonel Bird's Bath), construit en 1811, pour le Colonel Christopher Bird. Pavée et entourée de fougères arborescentes, c’est l’une des zones les plus visitées de Kirstenbosch. L’amphithéâtre de cycas propose une impressionnante collection de ces plantes menacées ;

- Le Fynbos Walk (la promenade du fynbos) est l'une des parties les plus appréciées du jardin, principalement pour sa situation car elle se trouve dans la partie la plus haute de la zone cultivée du parc et offre ainsi une vue magnifique sur la ville du Cap. Cette végétation, typique du sud-ouest de l’Afrique du Sud, se caractérise par des plantes buissonnantes ressemblant beaucoup au maquis méditerranéen ;

- Le Protea Garden propose une grande collection de protées, ces plantes typiques des fynbos qu’elles embellissent par leur floraison spectaculaire ;

- Le Restio Garden expose ces joncs très courants et élégants présents en abondance dans les fynbos. Cette zone toute proche de la partie non-cultivée du jardin attire par l’abondance de nombreux animaux et notamment des souimangas qui viennent butiner les fleurs de protées ;

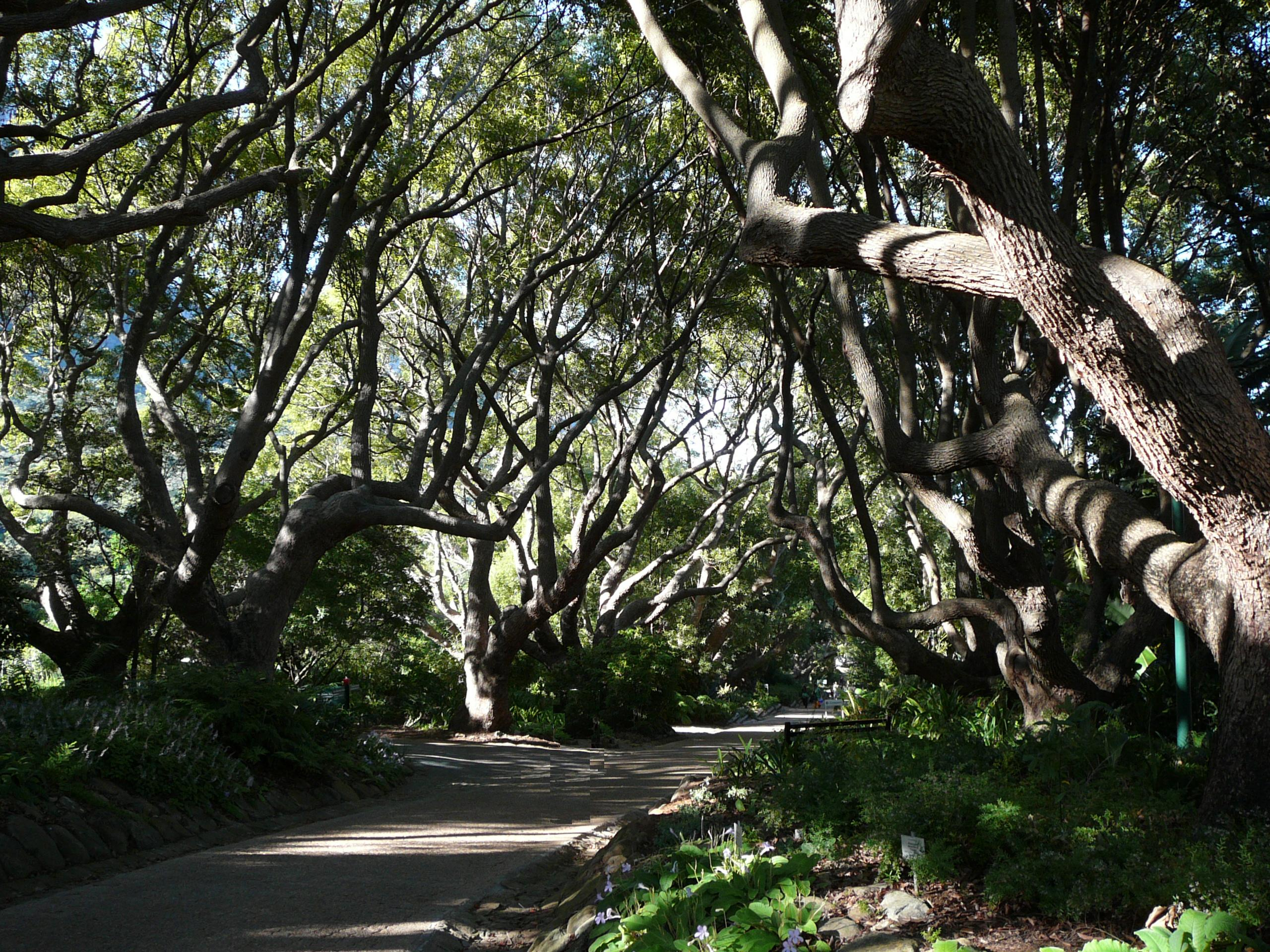
Camphor Avenue

- La Camphor Avenue. La célèbre avenue des camphriers est l’un des passages obligés du parc. Ces arbres aujourd’hui monumentaux furent plantés par Cecil Rhodes en 1898, en l’honneur de l’Impératrice Victoria. Non loin de là, se trouve le Bushveld Garden qui reproduit les paysages typiques de savane avec acacias et hautes herbes.

- La Mathew's Rockery (Rocaille de Mathew), construite en l’honneur du premier conservateur de Kirstenbosch, présente une somptueuse collection de succulentes pouvant pousser à l’extérieur parmi lesquelles aloès, euphorbes et autres crassulas. Une grande étendue de gazon est destinée aux concerts.

- L’entrée du jardin est très intéressante car on y trouve notamment le Vygie Beds, qui est en fait un immense parterre de ficoïdes fleurissant en octobre en offrant une large palette de couleurs vives. L’étang principal présente un bel exemple de la végétation des zones marécageuses : papyrus, nénuphars bleus et autres plantes palustres.

- Le Annual garden présente de nombreuses plantes du Namaqualand comme les dimorphotheca ou les gazania, très communes dans les jardins de l'hémisphère nord.

Outre le jardin botanique lui-même, la partie non cultivée offre un grand intérêt. De nombreux sentiers très bien aménagés permettent de s’enfoncer dans cette forêt primaire du Cap, avec ses cycas et ses yellowwoods, typiques de cette végétation.